# Charles Robert Cockerell

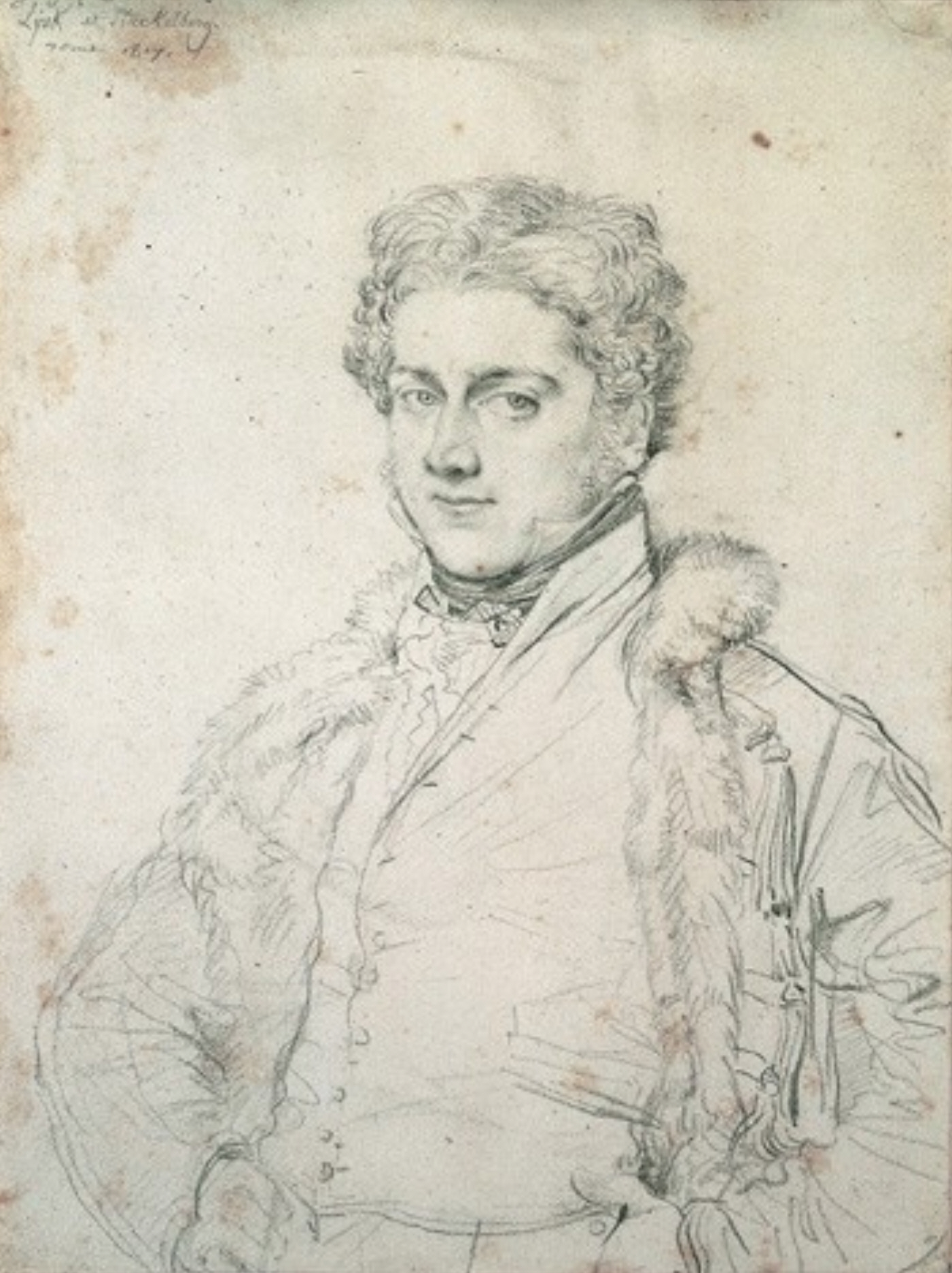
Charles Robert Cockerell.

Charles Robert Cockerell, född 28 april 1788 i London, död 17 september 1863 i London, var en brittisk arkitekt och arkeolog.

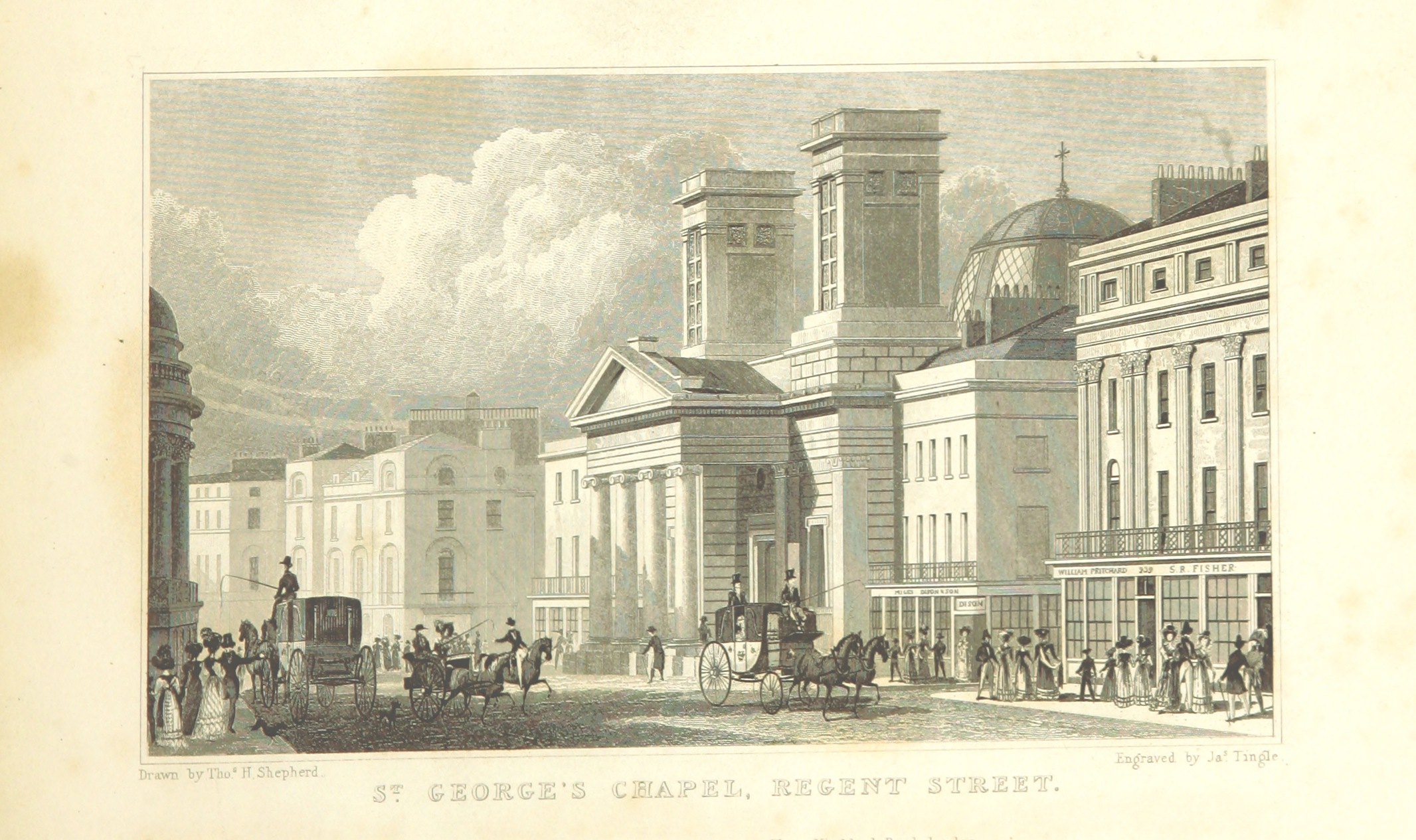
Hanover Chapel, London.

Charles Robert Cockerell var det tredje av elva barn till arkitekten Samuel Pepys Cockerell. Han studerade på Westminster School från 1802, där han lärde sig latin och bedrev klassiska studier. Från 16 års ålder praktiserade han hos sin far, som då hade tjänst som "surveyor" hos East India House och andra fastighetsägare i London. 
Cockerell gjorde resor i Medelhavsländerna 1810-1817 och deltog i utgrävningar på Egina och Figalia, varifrån en mängd skulpturer, främst den stora frisen i Figalia, hemfördes och införlivades med samlingarna på British Museum. Han framträdde senare som arkitekt i London, Cambridge och andra städer, där hans byggnader i klassicerande anda hör till samtidens bättre. Cockerell utgav även flera konstarkeologiska arbeten.
Hans dagböcker från resorna 1810–1817 utgavs 1904.

## Kategori
- Cockerell, Charles Robert i Nordisk familjebok (andra upplagan, 1906)